# 明石のいんでしょ大作戦!
『明石のいんでしょ大作戦!』（あかしのいんでしょだいさくせん）はSTVラジオで、2020年11月7日から放送されている生ワイド番組。明石英一郎がパーソナリティを務める。

## 概要
札幌テレビのベテランアナウンサーで、テレビは『どさんこワイド』等、ラジオは『明石英一郎のアタックヤング』『会員制ラジオ番組 うまいっしょクラブ』『洋二と明石の無口な二人』等のパーソナリティを務めてきた明石英一郎が、「北海道再発見!」「いんでしょいんでしょ」をキーワードに、改めて北海道を学び、届ける生放送のラジオ番組。「人を傷つけない限り言いたい放題言っちゃおう」「みんなの遊び場」をコンセプトとし、番組名の「いんでしょ」は「それでOK」の意味として「気に入らないことを全否定せず、肯定的になったほうが人生は楽しい」といった思いのもとで「真面目に馬鹿なことをやって遊ぼう」といった姿勢で番組を展開している。
2017年4月改編から2020年まで、本枠は北海道日本ハムファイターズのプロ野球デーゲーム中継枠だったが、STVラジオは2021年4月より、デーゲーム中継を編成せず、本番組を継続する事となった。
2021年10月23日より、STVラジオ公式ポッドキャストでインターネットラジオ『明石のいんでしょ大作戦! 〜19番H（ホール）〜』を開始。番組生放送終了直後から収録し、本編で紹介しきれなかったメッセージを主に取り上げる約5分間の内容で毎週月曜に配信。これに関連し本番組内で採用したメールを読み始めた後に危険な内容だと判断された場合「19番ホール行き」として中断しポッドキャストで改めてメール全編を紹介する場合がある。
2022年10月1日放送分より、放送時間が1時間拡大され、18:00までの放送となった。

## 放送時間
| 期間                          | 放送時間             |
| ----------------------------- | -------------------- |
| 2020年11月7日 - 2021年3月27日 | 土曜日 14:00 - 17:30 |
| 2021年4月3日 - 2022年9月24日  | 土曜日 13:00 - 17:00 |
| 2022年10月1日 - 2025年3月29日 | 土曜日 13:00 - 18:00 |
| 2025年4月5日 -                | 土曜日 12:00 - 17:00 |

スポーツ中継等の特別編成に伴い大幅な短縮放送が行われる場合には「明石のいんでしょ大作戦!アネックス（別館）」のタイトルで放送する場合があり、CM前には専用のジングルも用いられる（2024年3月2日・6月8日・10月12日放送分）。

## 出演者
- 明石英一郎（元STVアナウンサー、現札幌映像プロダクション専務取締役エグゼクティブアナウンサー）
- 加茂静夏（元ランラン号キャスタードライバー）：2021年10月2日 - 2024年2月24日・10月6日 -

### 過去の出演者
- 高山幸代（STVアナウンサー）：2020年11月7日 - 2021年3月20日
- 兼子真衣（STVアナウンサー）：2020年11月28日 - 2021年3月27日 月1回程度出演
- 岡田和樹（STVアナウンサー）：2021年4月3日 - 9月25日、2024年12月7日 明石の休暇に伴う代演
- 北本隆雄（STVアナウンサー）：2022年12月10日・2023年12月9日 明石の休暇に伴う代演
- 田村みなみ（元ランラン号キャスタードライバー）：2024年3月9日 - 9月28日 加茂の産休に伴う代演・2025年4月5日 加茂の体調不良に伴う代演

## 主なコーナー
12時台
- 1週間の肝
  - 過去1週間のニュースから2つの話題を取り上げるとともに、紹介した話題に因んだその週のメッセージテーマを出題する。2024年6月から翌年6月まではアンカーズ行政書士事務所がスポンサードしていた。2025年6月からは12時台に実施。

- ラテ番組のこんな曲!
  - ラジオ・テレビ番組の主題歌や挿入歌、CMソングのリクエストを募集・紹介する。当初は毎回の採用者に番組ステッカーをプレゼントしたが、2023年7月15日放送以降は通常のメッセージ同様秀逸な物のみにステッカーをプレゼントする形としている。2025年3月までは14時台冒頭に放送。

- 明石のいんでしょ大作戦!〜19番H〜
  - STVラジオポッドキャストでのオリジナル番組「明石のいんでしょ大作戦!〜19番H〜」のPRを明石が独特の例えを交えて行う。2025年3月までは14時台に放送。

13時台
- 今週のいんでしょ!
  - 明石が最近気になった話題・事柄を取り上げて紹介するとともに、紹介した話題に因んだメッセージテーマを出題する。前週に募集したテーマに寄せられたメッセージを紹介する場合もある。2025年4月から5月には12時台に放送。

- 今週のびっくらこき太郎
  - リスナーの身の回りで起きた驚愕した出来事を募集し、佳作なメッセージの「通常びっくら」を複数通紹介した後終盤に優秀なメッセージ3通を3位「びっくらこき三郎」・2位「びっくらこき次郎」・1位「びっくらこき太郎」として発表し1位のリスナーに番組ステッカーをプレゼントする。2025年4月12日募集開始、翌週から紹介開始。当初14時台に実施、6月から13時台に移動。

- 当ててみんしゃい!この歌を!
  - 明石がスライドホイッスルを用いてある曲を演奏し、演奏した曲目を当てるクイズ企画。正解者の中から抽選で1名に番組ステッカーをプレゼントする。出題パート後に天気情報と道路交通情報を挟んで正解発表パートを行い、正解楽曲の放送前までEメールのみで解答を受け付け、解答については曲名のみの送信で可能としている。またEメールのみでの受付の旨とともに「矢文は受け付けません」等と週替りで奇異な解答方法を禁止するアナウンスを行うのが慣例化している。2025年3月までは16時台に放送。

- だから何だっちゅうんよ!
  - 「だから何だ」と思うようなどうでもいい話のメッセージを募集する。メッセージの最後には主に明石が強い口調で「だから何だっちゅうんよ!」と締めるが、長い感想がある場合は省かれる場合もある。2024年2月17日開始。

14時台
- 14時台オープニング
  - 番組冒頭同様に「進め正太郎」をBGMに明石が短い挨拶を行い「5時までよろしく!」（2025年3月までは「6時まで宜しく」）と締める。2025年3月までは15時台に進め正太郎の短いオープニング挨拶を実施。

- くらべてみました
  - 名曲をあらゆる角度から聴き比べるコーナー。主にある1曲の名曲を題材に原曲とカバー音源の2種類を紹介する。採用者には当初番組ステッカーを必ずプレゼントしていたが、2024年時点では不定期となっている。2025年3月までは15時台に実施。
  - 番組当初は高山幸代の担当コーナーとして「さちよ、くらべてみました」のタイトルで実施、兼子真衣の担当週には「かねこ、くらべてみました」として実施された。高山・兼子降板後も引き続きアシスタントが進行役を担当している。

- お家選びはecoaハウスがいんでしょ
  - ecoaハウス（初期は「神出設計ecoaハウス」名義）のスポンサードによるコーナー。ecoaハウスの社員が出演し、その週のテーマや家・土地についてのトークを展開する。2022年4月開始、2025年3月29日に一時終了し6月7日放送から再開。

- ちょっと恥ずかしくなりました
  - リスナーの経験した少し恥ずかしく感じたエピソードを募集する。2024年12月14日放送での「だから何だっちゅうんよ!」コーナーに寄せられたメッセージから派生する形で募集開始し、21日の「今週のいんでしょ」コーナーにて紹介開始し以降不定期に実施、メッセージの最後は「ちょっと恥ずかしくなりました」で締められる。「少し恥ずかしくなりました」とタイトルコールする場合もある。2025年3月までは15時台に実施。

15時台
- 第2オープニング
  - 終盤に気持ちを締め直す狙いを兼ねて明石・アシスタントによるフリートークやメッセージ紹介とともにその週に出題されたメッセージテーマと宛先の再紹介を行う。2023年10月7日開始。初期にはニュース紹介とそれに因んだ新たなメッセージテーマの出題も行われていた。2025年3月までは16時に実施。

- 地域別明日の天気情報
  - 道内主要都市・地域の明日の天気と予想最高気温（冬季は予想最低気温）をアナウンスする。道内全箇所の紹介を終えた後「プラスアルファ地域」として歴史上の出来事に因んだ北海道外のある1箇所の明日の天気・最高気温予報も紹介し、プラスアルファの紹介地はリスナーからのリクエストも受け付ける。2025年3月までは16時台冒頭に実施。

- NO～!
  - 「NO～!」と締められるような変な質問のネタや日常で断られた経験のエピソードを募集するネタコーナー。2025年6月28日採用のメールから派生する形で翌週7月5日放送から開始。

- 加茂静夏のおすすめ新商品情報
  - 加茂が新聞などから気になった新商品の情報を紹介する。2023年10月7日開始。タイトルコール後に明石が「待ってました!」と合いの手を入れた後、アシスタントが新商品情報の紹介を行う。当初は新商品情報の記事紹介を毎週1 - 2件ほど行う形だったが、その後2024年3月 - 9月の加茂の一時降板時は代理の田村が「田村みなみのおすすめ新商品情報」として引き続き担当し毎週1本商品情報とともに試食などの実物のレポートも交える形としており、加茂の復帰後も田村の担当時と同様の形で行われている。2025年3月までは16時台に実施。

- 中央競馬 実況中継
  - 発走時刻とレース情報を述べてリスナーメッセージを挟み、ファンファーレが流れると明石の「さあファンファーレ」のコメントの後中継パートに移行する。16時台に結果と払戻しを伝える際は当日のニュース担当アナウンサーが出演し、明石・アシスタントと当日の話題に基づいたトークをした後結果アナウンスを行う。また2024年2月から4月と以降不定期な頻度で明石が購入した中継レースの3連単馬券の買い目が語られる場合があった。
  - 夏季の北海道開催時にはレース情報を述べず明石が道内の競馬場側の担当キャスターを呼び出して中継パートに移行する。

- なんちゃら侍
  - 自分や身の回りの人物に「○○侍」の称号をつけ、その人物のこだわっている物事や面白いエピソードを募集するコーナー。2023年3月25日放送の同名テーマ募集を元に、4月1日放送より開始。タイトルコール後には明石が「成敗!」など時代劇の決め台詞を発してメッセージ紹介へ移る。

16時台
- そりゃないぜ! セニョール!
  - 『明石英一郎のアタックヤング』からの復刻企画。リスナーから「そりゃないぜ」と思った理不尽な出来事のメッセージを紹介する。メッセージの最後は明石の「そりゃないぜセニョール!」のフレーズで締められるほか、2023年春からはメッセージの途中にサム・カプー「ちょと待て下さい」から「chotto matte kudasai（ちょっと待って下さい）」のフレーズが挟まれる場合もある。2025年3月までは17時冒頭に放送。
  - この「そりゃないぜ! セニョール!」の元ネタはケーシー高峰が用いるラテン系あいさつネタ（ケーシーは特に1960年代にデビューした後にイタリア語で「グラッチェ（ありがとう）」「セニョール（男性）」「セニョリータ（女性）」を多用していた）。

- 私、シングルカットされてませんが・・・何か?
  - シングルカットされていないアルバム楽曲のリクエストを募集・紹介する。2025年3月までは17時台に放送。

- エンディング
  - 直前に流れるバラード曲から繋げる形でエンディングテーマが流れ、ランダムに選んだその週のメッセージ投稿者のラジオネームを「オールスター」としてアシスタント・明石の順番で20人前後に分け交代で羅列して合計80数人程度読み上げるとともに明石が読み上げたリスナーとひたすら聞いたリスナーへ向け感謝を述べ、最後に「いんでしょいんでしょ、いいっちゅんでしょ!」のフレーズで締められる。

随時実施
- メッセージ紹介
  - テーマメッセージやフリーメッセージを紹介。主に次回のメッセージテーマのきっかけになるなど秀逸なメッセージに番組ステッカーをプレゼントする。また特に秀逸なメッセージには稀に番組Tシャツがプレゼントされ当初は「人生やらかしてナンボ」（通称「やらT」）、2024年12月からは「いいです いいです いいです ハンソン」のメッセージをあしらったデザインとしており、感謝週間時など特別な回のプレゼントにも用いられる。

- ショートジングルメール
  - CM前のジングルにて短文のEメールによるメッセージを1つ紹介し明石が感想を述べる。当初はX（旧Twitter）の番組ハッシュタグ「#いんでしょ」に寄せられた投稿から一つを取り上げており、名称変更前は「Twitter投稿」、2023年7月29日放送分は「Twitter投稿X」、8月5・12日放送分は「リスナー広場」として実施した後8月19日に「Xユーザー投稿」とし2025年度からEメールの紹介に切り替えられた。

季節限定コーナー
- しくじり大賞
  - リスナーからその年1年間に経験したしくじったエピソードを募集する年内最終放送で実施のコーナー。大賞受賞者には番組Tシャツをプレゼントする。2021年に「2021年やらかし合戦」として開始、2022年以降「しくじり大賞」として継続。

- なりすましメール→フェイクメール
  - 年末年始時の収録放送にて、自身の年末年始の予定や明石・アシスタントの目撃情報といった仮想のメールを募集し紹介、目撃情報のネタの場合は紹介後にネタ内容に合わせて話を膨らませる。当初「なりすましメール」の括りとしていたが2025年1月4日放送分では「フェイクメール」として募集。

- こくうま川柳大作戦!
  - 東海漬物提供によるコーナー。東海漬物のキムチ「こくうまキムチ」をPRすべく「こく」または「うま」のフレーズを入れた川柳をメール・郵便・FAXまたはX「#いんでしょ」「#こくうま川柳」のハッシュタグ2件をつけた投稿で募集し紹介する。本放送では投稿句の紹介の他コーナー終盤にはこくうまキムチを用いたお勧めのレシピも紹介した。川柳の内容はキムチにまつわる物に限らず応募可能としている。毎週の最優秀作「今週のナイス!こくうま川柳」の投稿者1名には東海漬物こくうまキムチ6パックセットが贈られる。
  - 2024年は1月6日に開始し2月24日最終回で入選作品を発表、全応募者から1名に「いんで賞」として東海漬物商品・グッズ4千円相当と商品券5千円、番組ホームページ掲載句応募者から1名に「東海漬物賞」として東海漬物商品・グッズ計3千円相当、そして各週のナイスこくうま川柳作品の中から最優秀作1名に「こくうま川柳グランプリ」として東海漬物商品・グッズ5千円相当と商品券1万円をプレゼントするとともに受賞句を3月8日から14日までSTVラジオで放送される東海漬物のラジオCMでキャッチフレーズとして使用する。
  - 2025年は1月11日から募集を開始し翌週18日から紹介、3月1日放送まで実施。前年同様の副賞内容でいんで賞・東海漬物賞・こくうま川柳グランプリの3賞を選定、グランプリ受賞句は3月14日から20日までのSTVラジオでの東海漬物ラジオCMでキャッチフレーズに使用。

過去のコーナー
- 街頭 怪盗大作戦
  - 明石と番組スタッフが街頭インタビューを行い、収録したリポートを放送。新型コロナウイルスに伴う緊急事態宣言を受け、街頭インタビューを自粛したことにより終了。「1週間の肝」を開始した。

- レンタルビデオ大作戦
  - 映画やテレビドラマなど、レンタルビデオのおすすめ作品を紹介する。

- 今更聞けない! いんでない!?
  - 今さら聞けない、よく耳にする用語を解説する。

- 追伸だけコーナー
  - 「追伸」から始まる面白いメッセージを募集するネタコーナー。2022年秋に実施。

- そりゃそうだろ!なクレーム
  - 「そりゃそうだろ」と思ってしまうようなクレームの内容のネタを送る大喜利ネタコーナー。2022年秋に実施。

- 加茂静夏の野球選手ものまねシリーズ
  - 加茂が週替りでプロ野球選手のものまねに挑戦した動画をYouTubeのSTVラジオ公式チャンネルで公開し、本番組にて加茂やリスナーからの感想を紹介する。2023年1月末をもって休止。

- スパイスがいんでしょ大作戦
  - 苫小牧都市再生プロジェクト委員会提供によるコーナー。委員会が開発した「苫小牧クラフトスパイス」を用いたメニューを提供する飲食店と電話をつなぎクラフトスパイス使用メニューの情報などをインタビューしたほか、初回・最終回では委員会の事務局長がスタジオ出演した。2023年1月7日開始、3月25日終了。

- 今日と明日北海道イベント情報
  - 新型コロナウイルス対策の緩和により各地で復活したイベントを応援すべく、北海道内でその週の土日に開催される市町村主催の夏祭り等のイベント情報を関係者から聞き出した補足情報を交えつつ紹介する。2023年6月24日開始、8月まで実施。「〇〇（開催地）にお住まいの皆様・・」と地元住民に呼びかけるように語り始める形で紹介した。

- 時代に逆行! イントロだけリクエスト
  - サブスクリプション音楽配信の普及でイントロが軽視される現代に逆行して、イントロ部分の素晴らしさを伝えるべく名曲のイントロ部分のみのリクエストを募集、紹介する。1回につき2曲のリクエストを紹介し、主に前半に複数回実施。特徴的な楽曲についてはイントロ後明石が歌い出し部分の歌詞を歌う場合もある。2022年9月24日開始、2024年3月30日終了。4月からは「アウトロだけリクエスト」に移行。
  - 2023年7月15日からは通常版に加え「バッターボックス登場曲編」（後にバッター登場編）を実施。リスナーからもし自分がプロ野球選手として打席登場曲にするならこの曲といった曲目を、球場での登場時を妄想したシチュエーション文とともにリクエストし、歌い出しの歌詞部分を含めたイントロに乗せてアシスタントがウグイス嬢役として打順番号（その週の紹介順の番号）・守備位置（ランダム）・ラジオネーム・背番号の順でアナウンスを行う。背番号はメッセージに年齢が明記されている場合は年齢の数字を用い明記されていない場合はランダムとなる。

- アウトロだけリクエスト
  - リスナーから名曲の後奏（アウトロ）のみのリクエストを募集・紹介するコーナー。1回につき2曲のリクエストを歌い終わりの歌詞を含めた形で紹介し、主に前半に複数回実施。2024年4月6日開始、7月27日放送で終了。8月からは「この曲のここが好き」に移行。また類似企画として2023年12月9日放送の北本隆雄アナ代演時にラストフレーズ部分のみのリクエストを募集紹介する特別企画「時代に順行!ラスフレだけリクエスト」が行われた。

- ちょうどいんでしょ!当別町
  - 当別町役場職員など毎週1名当別町関係者をスタジオに迎え、当別町の魅力を紹介する2024年8月の期間限定コーナー。16時台「今週のびっくらこいた」を休止して実施。

- ニャルラトホテップ明石とチャンドラグプタ田村の星座別明日のラッキーアイテム
  - 星座占いコーナーを模して、リスナーから占いに有り得ないラッキーアイテムのネタを募集する。2024年3月25日配信のポッドキャストにて「車の中から出てきたもの」のテーマメッセージから派生する形で「占いの有り得ないラッキーアイテムシリーズ」の仮題で募集開始、3月30日放送から16時台コーナーとして開始、9月28日終了。ネタについては「○○座（星座）のあなた、あなたの明日のラッキーアイテムは○○です」のテンプレートでの送付を推奨していた。

- 今週のびっくらこいた
  - 明石が最近の驚愕したエピソードを語る。エピソードは「コイター発共同によりますと」のフレーズで語り始める。またリスナーからの驚愕したニュースのメッセージを紹介する場合もある。16時台に実施、2024年8月以降実施されていない。

- この曲のここが好き
  - 特徴的な伴奏やコーラス等、リスナーから名曲のピンポイントな好きな部分1箇所を指定したリクエストを募集・紹介するコーナー。「アウトロだけリクエスト」同様に1回につき2曲のリクエストを紹介し該当部分の直前から流し、リクエストメッセージには紹介して欲しい好きな部分の秒数を明記する。2024年8月17日募集開始、8月24日放送より紹介開始、2025年1月以降実施されていない。

- 混ざってる混ざってる!
  - 類似した2つの単語を混同して言い間違えたフレーズや混乱したエピソードを募集する。2024年9月7日に翌週の週替り募集テーマとして募集開始、14日から紹介開始し秋季に複数回実施。「混ざっとる混ざっとる!」と言う場合もあり。ネタは主に「◯◯と××が混ざってる混ざってる! ～～（言い間違えたフレーズ）」の形式で送られる。

- メフィラス構文
  - 「○○、私の好きな言葉です」に代表される映画「シン・ウルトラマン」に登場するメフィラス星人の口調を真似た一言のネタを募集する。2024年10月19日放送で募集を開始し翌週募集開始し11月9日・2025年1月4日放送で実施。

- ノロケかっ!
  - リスナーから惚気話じみたメッセージを募集する。2025年1月4日放送で募集を開始、11日放送より「今週のいんでしょ」コーナー内で開始し2月15日まで実施。メッセージの最後には明石が強い口調で「ノロケかっ!」と締める。

- つまんで ちょめちょめ
  - 明石が考案した酒のつまみになる簡単な料理のレシピを紹介する。コーナーのタイトルコールはアシスタントが週替りの独特な調子で発し、明石が口調のシチュエーションを予想した解答を行いアシスタントが正解を述べ、リスナーから寄せられた前週に紹介されたレシピを実践した感想の紹介の後明石がレシピ紹介を行う流れで構成され、レシピは番組ホームページやSTVラジオ公式Xアカウントにも掲載される。2024年度のみ17時台に放送。以前のコーナーの締めには改めてアシスタントが独特な調子でタイトルコールを行っていたが、多聞がスポンサーとなった2024年5月以降は廃されている。
  - 2024年4月6日放送では日本酒「多聞」ブランドを展開する大関とのコラボレーションが発表され、5月4日放送からは多聞名義でスポンサードを開始し、毎月最終週には多聞の日本酒を取り扱う飲食店のお勧めおつまみメニューの紹介を行い大関社員や紹介店の店主がゲスト出演する形とし、翌年3月までスポンサードを行った。また2025年1月から3月は多聞に関する思い出やコーナーの感想の募集を行い多聞に関するメッセージ送付者から毎月1名にプレゼントを行い1月は大関オリジナル法被、2・3月は大関の大吟醸酒を用いた関寿庵の酒饅頭がプレゼントされた。
  - 2025年6月28日放送で終了、番組開始時から約5年で230レシピを紹介した。

## 番組BGM
メッセージ紹介
- いずみたく『青春の旅（インストゥルメンタル・青い三角定規 - オフボーカル版）』（収録アルバム：飛び出せ!青春ミュージックファイル（VPCD-81009）11曲目）
- 鈴木邦彦『プロローグ（「さらば涙と言おう」アレンジBGM）』（収録アルバム：おれは男だ! ミュージックファイル（VPCD-81044）1曲目）
- エリック・カンゼル（指揮）シンシナティ・ポップス・オーケストラ『ボギー大佐（Colonel Bogey March）』（収録アルバム：Selections From Victory At Sea, War And Remembrance & Other Favorites 8曲目）
- 作曲：ケネス・アルフォード『ボギー大佐（Colonel Bogey March ）』
- 菊池俊輔『ぼくらの仮面ライダー（KARAOKE COLLECTION）』（収録アルバム：COMPLETE SONG COLLECTION OF 20TH CENTURY MASKED RIDER SERIES 01 仮面ライダー 32曲目）- 時報直前のパートで使用。
- ささきいさお/こおろぎ'73『秘密戦隊ゴレンジャー』（収録アルバム：スーパー戦隊シリーズ テーマソングコレクション Vol.1　2曲目）- イントロの「バンバラバンバンバン」のスキャット部分を使用。
- 冬木透『夕陽に立つウルトラマン』（収録アルバム：帰ってきたウルトラマン オリジナル・サウンドトラック〈ウルトラサウンド殿堂シリーズ〉22曲目）
- 三沢郷『合言葉はVサイン』（収録アルバム：サインはV ミュージックファイル 3曲目）
- 作曲：山本雅之 指揮：福田一雄 演奏：ブルーコーツ+α、レオン・ブラス・オーケストラ『希望の虹 (並足)』

1週間の肝
- バリー・グレイ『サンダーバード劇場用メインテーマ』（収録アルバム：THUNDERBIRDS BGM for TV Program（TKCA-72328）46曲目、コーナー全編）

効果音（話題転換時）
- ウルトラ☆オールスターズ『帰ってきたウルトラマン（21st century ver.）』（収録アルバム：ウルトラマン40YEARS LATER 4曲目 冒頭3秒から1秒弱）

今週のいんでしょ!
- 田中公平『スタミナ行進曲』（収録アルバム：「笑ゥせぇるすまん」オリジナル・サウンドトラック DISC-1 45曲目）

ラテ番組のこんな曲!
- ボブ佐久間『不死鳥のように（4曲メドレー）〜 永遠の忍者隊』（収録アルバム：「科学忍者隊ガッチャマン」テレビ・オリジナルBGMコレクション（COCC-72019）15曲目）

お家選びはエコアハウスがいんでしょ
- 脇丸諄一『Southern Jazz』（収録アルバム：Collection～ジャズ・フュージョン・ファンク DISC-1　14曲目）

くらべてみました
- ヘンリー・マンシーニ楽団『Mystery Movie Theme』（収録アルバム：The Cop Show Themes 1曲目／NBCミステリー・ムービー、TVドラマ「刑事コロンボ」各テーマ曲）

なんちゃら侍
- 菊池俊輔『旧オープニング曲』（収録アルバム：東映傑作TVシリーズ 暴れん坊将軍 Vol.1 オリジナルサウンドトラック 1曲目）

第2オープニング
- 鈴木賢司『輝ける7つの海をこえて』（収録アルバム：COSMIC WORDS 9曲目）

地域別 明日の天気情報
- 作曲・編曲：羽田健太郎、演奏：高橋達也 & 東京ユニオン『軍団マーチ』（収録アルバム：テレビ朝日系 放映TV映画「西部警察」オリジナル・サウンド・トラック盤 PART2 Vol.1（TECD-20321） 15曲目）

つまんで ちょめちょめ
- エリック・カンゼル（指揮）シンシナティ・ポップス・オーケストラ『Theme From "The Pink Panther"』（収録アルバム：Mancini's Greatest Hits 1曲目14秒から、コーナー前半）
- 『居酒屋』（原曲：木の実ナナ・五木ひろし、レシピ紹介時）

そりゃないぜ!セニョール!
- ペレス・プラード楽団『マンボNo.5』（収録アルバム：マンボNo.5 / ペレス・プラード・ベスト（VICP-65054）2曲目）
- サム・カプー『ちょと待て下さい（Chotto Matte Kudasai）』

加茂静夏のおすすめ新商品情報
- 作曲：エルマー・バーンスタイン、演奏：BBCコンサート・オーケストラ『大脱走のマーチ（The Great Escape）』（収録アルバム：Greatest Hits 3曲目）

私、シングルカットされてませんが・・・何か?
- 布川俊樹プロジェクト『ウルトラマンの歌』（収録アルバム：ウルトラマンジャズ 1曲目）

エンディング
- 中村雅俊『海を抱きしめて』（2023年10月7日 - ）

番組ジングル
- 宮内國郎『バラージの街』（収録アルバム：ウルトラマン ミュージックファイル 20曲目）
- 作曲：菊池俊輔、編曲：岩崎琢『レッツゴー!!ライダーキック desperate ver.』（収録アルバム：シン・仮面ライダー 音楽集 6曲目）

ショートジングルメール
- ラロ・シフリン & ジョン・E・デイヴィス『Mission: Impossible (Main Title)』（収録アルバム：The Best of Mission: Impossible (Music From The Original Television Soundtrack) 1曲目 冒頭8秒、28秒 - 48秒）
- アキラ・タナ『Mission Impossible』（収録アルバム：Secret Agent Men 2曲目 3分49秒 - 3分52秒、4分6秒 - 4分29秒）
- The Spelding's Jazz Orchestra『Mission impossible』（収録アルバム：TV Theme Vintage 70's 1曲目 冒頭6秒、13秒 - 19秒、末尾13秒）
- 山本直純『メインタイトル・別ヴァージョン （「恐怖の町」アレンジBGM）OPENING (C)』（収録アルバム：怪奇大作戦 ミュージックファイル 8曲目）
- 兼松衆『expandabilities』（収録アルバム：シロでもクロでもない世界で、パンダは笑う。オリジナル・サウンドトラック 21曲目）
- 宮川泰（演奏：シンフォニック・オーケストラ・ヤマト）『OVERTURE-序曲』（収録アルバム：交響組曲 宇宙戦艦ヤマト 1曲目。1分48秒 - 2分10秒）

天気情報
- アール・クルー『Sunset Island』（収録アルバム：Sudden Burst Of Energy 3曲目）

道路交通情報
- T-SQUARE『AWAY FROM HOME』（収録アルバム：GRAVITY 10曲目）

PR（不定期14時30分頃）
- DIMENSION『Are You Ready?』（収録アルバム：31 10曲目48秒から）

ゲストコーナー（不定期）
- ジョン・ウィリアムズ『Out To Sea』（収録アルバム：Jaws [Music From The Original Motion Picture Soundtrack] 4曲目）

中央競馬実況中継（レース中継前トーク）
- スパイロ・ジャイラ『No Limits』（収録アルバム：Point Of View 6曲目）

明石のいんでしょ大作戦!〜19番H〜
- ナッシュミュージックライブラリー『E805-11』（収録アルバム：テクノ・キッズ系（FES-805 / イーシリーズ 第5集）11曲目）

ちょっと恥ずかしくなりました
- 日向敏文『Main Theme - Friends』（収録アルバム：「愛という名のもとに」オリジナル・サウンドトラック 2曲目）

### 過去
スパイスがいんでしょ大作戦!!
- 池頼広『戦国のキュイジーヌ』（収録アルバム：「信長のシェフ」Music Collection 2曲目）

今日と明日北海道イベント情報
- ポール・モーリア『オリーブの首飾り』

こくうま川柳大作戦!
- 藤末樹『刀剣乱舞』（収録アルバム：WABI-SABI Vol.2 15曲目）

ニャルラトホテップ明石とチャンドラグプタ田村の星座別明日のラッキーアイテム
- キャッツアイズ、ヤング・フレッシュ『死ね死ね団のテーマ』(冒頭)

今週のびっくらこいた
- 宮内國郎『カネゴンの繭』（収録アルバム：ウルトラQ オリジナル・サウンドトラック〈ウルトラサウンド殿堂シリーズ〉13曲目）

ちょっと恥ずかしくなりました
- 北原じゅん『祖国、日本に立つ（『行けレインボーマン』アレンジBGM）3』（収録アルバム：「愛の戦士レインボーマン」ミュージックファイル）

ノロケかっ!
- オフコース『Yes-No』

この曲のここが好き
- 佐野元春『アンジェリーナ』（0分44秒 - 48秒）

エンディング
- 河内REDS『僕はラジオ』（収録シングル：オリオン座 4曲目 番組開始 - 2023年9月30日）

## イベント
- ドキドキFOODパーク（札幌パークホテル西駐車場）
  - 2022年6月15日
  - 2023年6月14日 - スライドホイッスル演奏企画を中心に実施、課題曲を童謡「桃太郎」に指定しリスナーの演奏を交えて行った。
  - 2024年6月15日 - 12時 - 12時30分に公開生放送でスライドホイッスル演奏企画を中心に実施、課題曲を松村和子「帰ってこいよ」に指定しリスナーの演奏を交えて展開する。
  - 2025年6月14日 - 18時からポッドキャスト版6月15日配信分の公開録音を実施、明石の演じるオネエキャラ「明石英子」の口調を真似る明石英子モノマネ企画・マニアック用語シャウト企画を展開。
- 大ほっかいどう祭公開放送（2022年8月6日 札幌ドーム） - ティモンディがゲスト出演。
- STVラジオ スペシャルステージ公開放送
  - 2024年11月10日「秋のスペシャルステージ! in BiVi新さっぽろ」 - 「そりゃないぜ!セニョール」コーナーの11月16日放送分とポッドキャスト版11月18日・23日配信分の公開録音を実施。
  - 2025年4月27日「春のスペシャルステージ! in BiVi新さっぽろ」- ポッドキャスト版5月3日配信分の公開録音を実施、明石のハーモニカと加茂の歌唱による「桃太郎」の替え歌企画「桃太郎替え歌スタジアム2025」を展開。
  - 2025年7月12日「夏のスペシャル2daysステージ! in 三井アウトレットパーク 札幌北広島」 - 全編公開生放送とポッドキャスト版7月14日配信分の公開録音を実施。14時台にアイデンティティがゲスト出演。

## その他
- 元STVアナウンサーの木村洋二が直前番組『ごきげんようじ』のパーソナリティを務めている為、洋二・明石コンビが土曜日の日中の番組をリレーで担当することになった。
  - 番組開始から2021年3月27日まで、『ごきげんようじ』のエンディングでは木村・熊谷明美（STVアナウンサー）と明石・高山または兼子の4人で、クロストークを行っていた。
- 末尾に「Z」が入ったラジオネームを読む際にはZ部分にエコーをかけて紹介される。